# Középfelnémet nyelv
A középfelnémet nyelv (németül: Mittelhochdeutsch) megnevezést a német nyelv kb. 1050 és 1350 közötti állapotának leírására használják. Az ófelnémet előzte meg és a korai újfelnémet fejlődött ki belőle. Némely elméletek a középfelnémet eltűnését 1500 körülre teszik.

## Változatok
A középfelnémet nyelv nem volt egységes írott nyelv, számos nyelvjárásra oszlik, köztük:
- Felsőnémet (Oberdeutsch)
  - Keleti felsőnémet (Ostoberdeutsch)
    - Alemann (Alemannisch)
    - Bajor (Bairisch)

  - Északi felsőnémet (Nordoberdeutsch)
    - Keleti-frank (Ostfränkisch)
    - Déli-frank (Südfränkisch)
- Középnémet (Mitteldeutsch)
  - Nyugati középnémet (Westmitteldeutsch)
    - Frank (Fränkisch)
      - Rajnai frank (Rheinfränkisch)
      - Középfrank (Mittelfränkisch)
      - Hesseni (Hessisch)

  - Keleti középnémet (Ostmitteldeutsch)
    - Türingiai (Thüringisch)
    - Felsőszász (Obersächsisch)
    - Sziléziai (Schlesisch)
    - Felporosz (Hochpreußisch)

Bár a középfelnémet nyelvet nem egységesítették, a Hohenstaufen udvar emelkedése a 12. században utat nyitott egy régiók feletti, irodalmi német nyelv előtt (mittelhochdeutsche Dichtersprache), melynek alapja a sváb (egy alemann) nyelvjárás volt. Nem bizonyos azonban, hogy az irodalmi nyelv tükrözte-e az udvarok régiók feletti nyelvét.
Fontos esemény a korban a német keleti kolonizáció, az Elba-Saale folyóktól keletre, mely vonal mindaddig az ófelnémet határát alkotta. A folyamat a 11. században indult meg, és az újonnan meghódított területeken egy új nyelvjárási csoport alakult ki, a keleti középnémet.
A középfelnémet nyelv egyik változata volt a jiddis nyelv is, mely a 13. és 14. században terjedt el a német területek zsidó lakossága között és írásához héber karaktereket használtak.

## Írásrendszer
A középfelnémet nyelv latin írásrendszert használt, azonbelül is a gót írást, amelyből a kora újkorra kifejlődött a fraktúr betűtípus A magánhangzók hosszúságát ékezet (circumflex) jelöli:
a, â, ä, (æ), b, d, e, ê, f, g, h, i,  î (y), k (c, ch), l, m, n, o, ô, ö, œ, p, qu (=kw), r, s, t,  u, û, ü, v (f), w, z (c, cz, ʒ)
A z betűképe e és i előtt c-ként jelenik meg. Magánhangzók előtt ʒ-vé lágyul, míg rövid magánhangzók után ʒʒ-ként jelenik meg, például haʒ >> haʒʒes. Ez a betű alakult át a modern németben ß írásjellé.
Az umlaut (ä, ö, ü) kialakulása a középfelnémet időszak alatt ment végbe. Használatuk a 14. századtól jelenik meg, azok kétpontos jelölése pedig csak az 1500-as évektől.
|                | elől képzett   | elől képzett | elől képzett | elől képzett | középen képzett | háttúl képzett | háttúl képzett |
| ajakerekítéses | ajakerekítéses | ajakréses    | ajakréses    | ajakréses    | ajakerekítéses  | ajakerekítéses |                |
| rövid          | hosszú         | rövid        | hosszú       | ajakréses    | rövid           | hosszú         |                |
| -------------- | -------------- | ------------ | ------------ | ------------ | --------------- | -------------- | -------------- |
| zárt           | y ⟨ü⟩          | yː ⟨iu⟩      | i ⟨i⟩        | iː⟨î⟩        |                 | u ⟨u⟩          | uː ⟨û⟩         |
| féligzárt      | ø ⟨ö⟩          | øː ⟨œ⟩       | e ⟨e⟩        | eː ⟨ê⟩       |                 | o ⟨o⟩          | oː ⟨ô⟩         |
| közepes        |                |              |              |              | ə ⟨e⟩           |                |                |
| félig nyílt    | ɛ ⟨ë⟩          |              |              |              |                 |                |                |
| közel nyílt    |                |              | æ ⟨ä⟩        | æː ⟨æ⟩       |                 |                |                |
| nyílt          |                |              | a ⟨a⟩        | aː ⟨â⟩       |                 |                |                |

| betű | IPA     |
| ---- | ------- |
| a    | /a/     |
| â    | /aː/    |
| ä    | /æ/     |
| æ    | /æː/    |
| e    | /e/ /ə/ |
| ê    | /eː/    |
| ë    | /ɛ/     |
| o    | /o/     |
| ô    | /oː/    |
| ö    | /ø/     |
| œ    | /øː/    |
| u    | /u/     |
| û    | /uː/    |
| ü    | /y/     |
| iu   | /yː/    |

## Nyelvtan

### A névmás

#### A személyes névmás
|                | 1. szám 1. szem. | 1. szám 2. szem. | 1. szám 3. szem. | 1. szám 3. szem. | 1. szám 3. szem. | Többessz. 1. szem. | Többessz. 2. szem. | Többessz. 3. szem. |
| -------------- | ---------------- | ---------------- | ---------------- | ---------------- | ---------------- | ------------------ | ------------------ | ------------------ |
| Alanyeset      | ich              | du               | ër               | sie              | ëz               | wir                | ir                 | sie                |
| Tárgyeset      | mich             | dich             | in               | sie              | ëz               | uns                | iuch               | sie                |
| Részeseset     | mir              | dir              | im               | ir               | im               | uns                | iu                 | in                 |
| Birtokos eset* | mîn              | dîn              | sîn              | ir               | sîn              | unser              | iuwer              | ir                 |

- A genitiv használata megegyezik a melléknév használatával, így az alakjukat megfelelően kell ragozni.

## Fordítás
- Ez a szócikk részben vagy egészben  a   Middle High German című angol Wikipédia-szócikk ezen változatának fordításán alapul.  Az eredeti cikk szerkesztőit annak laptörténete sorolja fel. Ez a jelzés csupán a megfogalmazás eredetét és a szerzői jogokat jelzi, nem szolgál a cikkben szereplő információk forrásmegjelöléseként.